# Кароль Вирвич
Кароль Вирвич (2 листопада 1717, Браславський повіт, Віленське воєводство, Велике Князівство Литовське, Річ Посполита — 6 червня 1793, Варшава, Польща) — історик, географ, педагог.

## Біографія
Народився в Браславському повіті в бідній дворянській родині. Початкову освіту отримав у єзуїтських колегіумах Пінська і Дінабурга . Навчався у Віленській академії (1737 — 1740, 1742 — 1746). У 1734 вступив у орден єзуїтів, з 1745 — ксьондз. Викладав у Пінському, Крозькому і Новогрудському єзуїтських колегіумах. У 1751 — 1757 приватний вчитель гільзенів у Дінабургзі і Полоцьку, відвідав з ними Францію, Голландію та Німеччину.
З 1757 року викладав етику і історію в Колегіум нобіліум у Варшаві (зразковий на той час навчальний заклад, де навчалися сини магнатів і багатою шляхти). Пізніше, у 1762 — 1776, став ректором цього колегіуму. У 1760 — 1761 прокуратор Мазовецької провінції ордена єзуїтів.
Зробив значний внесок у реформування шкільної системи єзуїтів. Зі вступом на престол Станіслава Августа Понятовського (1764) увійшов до найближчого оточення короля. Після скасування ордену єзуїтів (1773) у 1775—1791 абат гебдовський. Співпрацював з істориком Ф. Лойком, у спростуванні «історичних аргументів» сусідніх держав, якими ті обґрунтовували свої претензії на землі Речі Посполитої. Відмінний географ, підняв географічну науку Речі Посполитої на високий рівень. Автор узагальнювальних географічних робіт «Сучасна географія» («Geografia czasów teraźniejszych», заборонена до продажу на вимогу російського посла М. В. Рєпніна; 2-ге видання було зроблене в 1794) і «Загальна географія» («Geografia powszechna», Варшава, 1770; 3-е видання зроблене у 1794).
Написав підручник з історії «Коротке систематичне викладання загальної історії» («Abrégé raisonné de l'histoire universelle. T. 1-2, 1766—1771»). У виданій з ініціативи короля книзі «Політична історія древніх держав» («Historia polityczna państw starożytnych. T. 1, 1771») вмістив свій переклад витягів з книги Шарля Монтеск'є «Про дух законів». Посмертно видана його робота «Голамбська конфедерація» («Konfederacja gołąbska», 1853). Як історик Вирвич зазнав впливу французької освітньої історіографії, особливо Монтеск'є і Вольтера. Негативно ставився до традиційного розуміння історії як історії політичних подій і воєн; історію народу трактував як сукупність змін у політичному житті, звичаях, релігії, науці, мистецтві, економіці; наголошував, що вивчення історії дає змогу здобути знання, необхідні для спрямованої зміни в державі чинного ладу.

## Вибрані твори
- Catalogi breves provinciae Lithuanae ab a. 1734/35 ad a. 1772/73: rękopis: Arch. Romanum Societatis Jesu (Lithuanica 58)
- Catalogus primus et secundus collegii academici Vilnensis Societatis Jesu a. 1740: rękopis: Arch. Romanum Societatis Jesu (Lithuanica 26 f 232 nr 40)
- Catalogus primus et secundus collegii Varsaviensis Societatis Jesu a. 1767: rękopis: Arch. Romanum Societatis Jesu (Lithuanica 32A f 6 nr 10)
- Protokoły posiedzeń Komisji Rozdawniczej Koronnej 1774-1796: wyd. T. Wierzbowski, Warszawa 1912 „Komisja Edukacji Narodowej” nr 35, s. 42-45
- Protokoły posiedzeń Komisji Edukacji Narodowej 1773-1777: wyd. T. Wierzbowski, Warszawa 1910 „Komisja Edukacji Narodowej” nr 37, s. 29, 34, 61, 64, 88, 111-112, 130, 147, 156, 161, 170
- Protokoły posiedzeń Komisji Edukacji Narodowej 1778-1780: wyd. T. Wierzbowski, Warszawa 1910 „Komisja Edukacji Narodowej” nr 38, s. 136, 162-163
- F. Siarczyński: Dykcjonarzyk geograficzny t. 3, Warszawa 1783
- S. Szymański: (Przedmowa do) Historia powszechna skrócona, Warszawa 1787
- F. Siarczyński: Geografia, czyli opisanie naturalne, historyczne i polityczne... t. 1, Warszawa 1790 (przedmowa)
- Uwagi obywatela krakowskiego nad Ofiarą osób pojezuickich przy „Gazecie Warszawskiej” drukowanej nro 90..., brak miejsca wydania (1790).